# Carlinda (Málaga)
Carlinda es un barrio periférico perteneciente al distrito Bailén-Miraflores de la ciudad andaluza de Málaga, España. Limita al norte con los barrios de San Alberto y La Corta; al este, con el barrio de Florisol; al sur, con Tejar de Salyt; y al oeste con Granja Suárez.

## Transportes
En autobús queda conectado mediante las siguientes líneas de la EMT:
| Línea | Trayecto                                      | Recorrido | Frecuencia    |
| ----- | --------------------------------------------- | --------- | ------------- |
| 6     | Alameda Principal - La Milagrosa              | Recorrido | 50 minutos    |
| 7     | Alameda Principal - Miraflores de los Ángeles | Recorrido | 10-11 minutos |

## Deporte
El club de este barrio, el Club Deportivo Carlinda, actualmente milita en la primera regional del fútbol malagueño, aunque quizás lo más destacable del club sean las categorías inferiores que posee; ya que son unos 250 niños los que disfrutan jugando al fútbol en este club. Este club es uno de los que más historia tiene de la provincia, aunque con el nombre actual tan solo tiene existencia desde 1997. En Carlinda cuentan con instalaciones de calidad, donde se podrían llevar a cabo competiciones de primer nivel; son instalaciones nuevas que no tienen más de un lustro de antigüedad.